# Элиав, Арье
Арье (Лёва) Элиа́в (ивр. אריה לוֹבָה אליאב‎; род. Лев Лифшиц 21 ноября 1921, Москва — 30 мая 2010, Тель-Авив) — израильский политик и дипломат. Депутат пяти созывов кнессета от левых сионистских партий, генеральный секретарь партии Труда (1969—1971), заместитель министра торговли и промышленности и министра абсорбции в ряде правительств Израиля, лауреат Премии Израиля (1988) за заслуги перед государством и обществом.

## Биография
Лев Лифшиц родился в Москве в 1921 году и три года спустя переехал с родителями в подмандатную Палестину. Там он учился в школе им. Гальперина и гимназии «Герцлия», которую окончил в 1939 году. Уже в 15 лет он вступил в военизированную еврейскую организацию «Хагана», а через пять лет ушёл добровольцем в британскую армию, в рядах которой провёл Вторую мировую войну. По окончании войны, вернувшись в Палестину, он участвовал в работе разведывательного отдела «Хаганы» и её морского отряда «Пальям», проводя в Палестину корабли с нелегальными еврейскими иммигрантами. На борту одного из таких кораблей он познакомился со своей будущей женой Таней.
После провозглашения независимости Израиля в 1948 году Лёва Элиав служил в ВМС Израиля, где возглавлял кадровое управление. В 1956 году, во время Синайской кампании, он руководил операцией по эвакуации еврейского населения из египетского города Порт-Саида. Элиав ушёл в отставку в звании коммандера.
В конце 40-х и начале 50-х годов Элиав также работал в качестве помощника Леви Эшколя — тогдашнего главы поселенческого отдела Еврейского агентства. В 1955—57 годах он был одним из лидеров заселения района Лахиш в северном Негеве, а в 1961 году возглавлял работу по созданию в восточной части Негева города Арад. В конце 50-х и 60-е годы работу в Израиле Элиав совмещал с дипломатической деятельностью: он два года был первым секретарём израильского посольства в Москве, а в 1962 году был направлен в Иран, где возглавлял группу израильтян, ведшую восстановительные работы после землетрясения в Казвине. Позже, в 1972 году, Элиав возглавлял аналогичную делегацию помощи в Никарагуа.
В 1965 году Элиав был впервые избран в кнессет от блока «Маарах» и оставался депутатом на протяжении четырёх каденций, за исключением полугодичного перерыва в 1967 году. Это было связано с тем, что сразу после Шестидневной войны Элиав взял отпуск для изучения положения арабского населения на только что занятых территориях Западного берега Иордана и сектора Газа. Результаты этого исследования были доложены премьер-министру Эшколю.
В 1966—1969 годах Элиав входил в состав 13-го и 14-го правительства Израиля, сначала как заместитель министра торговли и промышленности, а затем как заместитель министра абсорбции. В 1969 году он был избран генеральным секретарём партии «Авода». В это время он уже занимал в политическом спектре партии наиболее левые, «голубиные» позиции и оказался постоянным оппонентом премьер-министра Голды Меир в вопросах строительства еврейских поселений на оккупированных территориях, что уже в 1971 году привело к его отставке. В 1975 году Элиав и вовсе вышел из состава «Аводы», сначала примкнув к правозащитной партии «РАЦ», а потом поучаствовав в создании ряда других небольших левосионистских партий, начиная с Независимой социалистической фракции. В списке одной из них, «ШЕЛИ» («Левый лагерь Израиля»), он был снова избран в кнессет, но позже уступил своё депутатское кресло Ури Авнери в рамках партийной ротации и некоторое время преподавал в системе образования для взрослых в Ор-Акиве. Вёл также курсы в Гарварде. На выборах 1984 года Элиав шёл в кнессет как независимый кандидат, но, собрав около 15 тысяч голосов, не сумел преодолеть электоральный барьер. После этого он вернулся в «Аводу», от которой в 1987 году был в последний раз избран в кнессет.
В 80-е годы Элиав совмещал занятия большой политикой с волонтёрской деятельностью в качестве медбрата в Тель-Авиве и учителя в Кирьят-Шмоне, Маалоте и Сдероте. Он также участвовал в создании молодёжной деревни-колледжа Ницана в Западном Негеве. В 1988 году Элиав был удостоен Премии Израиля за заслуги перед государством и обществом. В 1993 году он боролся за право стать кандидатом от «Аводы» на пост президента Израиля, но проиграл Эзеру Вейцману, который и стал в итоге президентом. Во второй половине 1990-х годов Элиав преподавал в Тринити-колледже (Коннектикут).
Арье Элиав умер в мае 2010 года, на 89-м году жизни, в медицинском центре «Ихилов» в Тель-Авиве, оставив после себя жену и троих детей. Он похоронен на кладбище Трумпельдора в Тель-Авиве. В 2011 году по просьбе жителей населённого пункта Харув в районе Лахиш он был переименован в Элиав в честь Лёвы Элиава.

## Идеологическая позиция
Арье Элиав занимал в спектре сионистского движения в Израиле левые идеологические позиции. Уже после Шестидневной войны он счёл необходимым сначала внимательно изучить положение арабов на Западном берегу Иордана и в секторе Газа, а затем представить руководству страны рекомендации по облегчению жизни палестинских беженцев. Премьер-министр Голда Меир отклонила эти предложения, заявив, что Израиль в первую очередь должен помогать «своим» нуждающимся.
В 70-е и 80-е годы Элиав был одним из основателей и активистов ряда организаций, выступавших за диалог с палестинцами, включая основанный в 1975 году Израильский совет за израильско-палестинский мир и Международный центр за мир на Ближнем Востоке. Элиав состоял в левом правозащитном движении РАЦ и входил в число основателей Независимой социалистической фракции в кнессете, а позднее движения «ШЕЛИ» — «Левый лагерь за Израиль». В 1976—77 годах он вместе с другими членами Совета за израильско-палестинский мир принимал участие в частных переговорах с представителями ООП, в частности, умеренным политиком Ибрагимом Сиртауи, а в 1982—85 годах от имени премьер-министра Бегина вёл переговоры с ПЛО и другими палестинскими организациями об обмене пленными.
В 1979 году Арье Элиав стал лауреатом премии Бруно Крайского за заслуги в области борьбы за права человека.

## Литературное творчество
На протяжении жизни Арье Элиав написал и издал ряд книг, как автобиографического, так и общеполитического и социального характера. Его книга о жизни советских евреев «Между молотом и серпом», вышедшая в свет в 1965 году, переведена на английский, французский, испанский, итальянский, нидерландский и шведский языки; книга «Судно „Улуа“» (1967, о нелегальной еврейской иммиграции в Палестину) — на английский и испанский, книга «Наперегонки со временем» (1970, об освоении юга Израиля) — на английский и русский. В 1966 году Элиав стал лауреатом литературной премии имени Усышкина.